# داخائو (شهر)
شهر داخائو (به آلمانی: Dachau) در ایالت بایرن در کشور آلمان واقع شده است.